# Andreas Lowenfeld
Andreas Frank Lowenfeld (* 30. Mai 1930 in Berlin; † 9. Juni 2014 in New York City) war ein amerikanischer Jurist, der im Bereich des Völkerrechts tätig war und von 1967 bis 2009 als Professor an der New York University fungierte. In Anerkennung seines Wirkens wurde er unter anderem in das Institut de Droit international aufgenommen und mit der Manley-O.-Hudson-Medaille ausgezeichnet.

## Leben
Andreas Lowenfeld wurde 1930 in Berlin als Sohn eines jüdischstämmigen Ärzteehepaares geboren und emigrierte mit seinen Eltern über Prag in die Vereinigten Staaten, wo er 1951 einen A.B.-Abschluss in Geschichte und vier Jahre später einen Bachelor of Laws an der Harvard University erlangte. Nach seiner Zulassung als Rechtsanwalt und Militärdienst von 1955 bis 1957 in der United States Army war er zunächst bis 1961 in privater Praxis in New York tätig. Anschließend wirkte er bis 1966 im Außenministerium der Vereinigten Staaten und in den Jahren 1966/1967 als Fellow am John F. Kennedy Institute of Politics der Harvard University.
Ab 1967 war er Professor an der juristischen Fakultät der New York University, darunter in den Jahren von 1981 bis 1994 Charles L. Denison Professor und von 1994 bis zu seiner Emeritierung im August 2009 Herbert and Rose Rubin Professor of International Law. In den Jahren 1979 und 1994 unterrichtete er außerdem als Dozent an der Haager Akademie für Völkerrecht. Darüber hinaus war er an mehreren Verfahren im Rahmen der internationalen Schiedsgerichtsbarkeit beteiligt. Schwerpunkte seiner rechtswissenschaftlichen Tätigkeit waren das internationale Wirtschaftsrecht, das Luftfahrtrecht und das internationale Privatrecht.
Andreas Lowenfeld war von 1962 bis zum Tod seiner Frau im April 2014 verheiratet sowie Vater eines Sohns und einer Tochter.

## Auszeichnungen
Andreas Lowenfeld war seit 1989 Mitglied des Institut de Droit international und erhielt 2007 mit der Manley-O.-Hudson-Medaille die höchste Ehrung der Amerikanischen Gesellschaft für internationales Recht.

## Werke (Auswahl)
- Aviation Law. Cases and Materials. New York 1972, 1981
- International Economic Law. Sechs Bände:
  - I: International Private Trade. New York 1975, 1981, 1988, 1997
  - II: International Private Investment. New York 1976, 1982
  - III: Trade Controls for Political Ends. New York 1977, 1983
  - IV: The International Monetary System. New York 1977, 1984
  - V: Tax Aspects of International Transaction. New York 1978
  - VI: Public Controls of International Trade. New York 1979, 1983
- Conflict of Laws: Federal, State, and International Perspectives. New York 1986, 2002